# L'Arbocet
L'Arbocet és un nucli poblat que pertany al municipi de Vilanova d'Escornalbou i que fou municipi fins al 1846, quan va ser incorporat a Vilanova. Antigament fou denominat l'Arboç i el seu nom sembla que al·ludeix a l'arbust Arbutus unedo, força corrent a la zona. El nom de l'Arbocet no és un diminutiu sinó que es creu que ve del llatí Arbusetum, que és un indicatiu de col·lectiu (lloc amb arboços). La seva població era de 32 habitants l'any 2013.
La seva església parroquial està dedicada a Sant Joan i és del segle xvii. Al poble hi ha dues torres: la Torre de Cal Torratxar, rodona; i la Torre del Gravat que és quadrada. La veu popular diu que a la torre rodona s'hi hostatjaven els cristians, i a la quadrada, els moros. La segona es va fer servir per al comú del poble. Ambdues torres estan protegides com a Bé cultural d'interès nacional.
L'Arbocet tenia com a agregat la quadra de Mas d'en Munter o Mas de l'Olivera, que es va incorporar a Vilanova al mateix temps.
El poble se situa a la dreta del barranc de la Palomera (que a Vilanova s'anomena de Sant Magí). Només té dos carrers, el de Baix i el de Dalt, paral·lels, i que van a parar ambdós a la plaça de l'Església.
Va formar part de la Baronia d'Escornalbou, creada a finals del segle xii i que depenia de l'Arquebisbat de Tarragona. El 1586, aproximadament, va entrar a formar part de la Comuna del Camp. El 1808 va formar milícies que es van unir a les de Mont-roig del Camp i Vilanova d'Escornalbou contra els francesos. Durant la Primera guerra carlina el poble es va manifestar majoritàriament a favor dels absolutistes, que sovint hi trobaven refugi. D'aquí que el camí que mena al poble encara s'anomeni "camí dels carlins". El 1844 encara tenia 92 habitants i la població estava estancada (no havia variat des 1833), amb tendència a retrocedir. Agregat a Vilanova el 1846, va anar disminuint la població, tot i la seva riquesa en aigües i en cultius, però durant els darrers anys s'ha recuperat lleugerament. La imatge més característica del poble, i que defineix la seva silueta són les seves dues torres de guaita. Un restaurant fundat el 1979 per una família d'una casa tradicional del poble ha atret força visitants.